# Albert White (Wasserspringer)
Albert Cosad White, genannt auch Al White (* 14. Mai 1895 in Oakland, Kalifornien; † 8. Juli 1982 in Richmond, Kalifornien) war ein US-amerikanischer Basketballspieler und Wasserspringer.
Als Soldat im Ersten Weltkrieg reiste er mit einer amerikanischen Basketballmannschaft durch Europa. Nach dem Krieg schrieb er sich an der Stanford University ein und gehörte der dortigen Turnmannschaft an. 1921 gewann er mit der Mannschaft die Pacific Coast Conference Meisterschaften. Bei den Olympischen Sommerspielen 1924 in Paris gewann er im Turmspringen sowie im Kunstspringen vom 3-Meter-Brett die Goldmedaille und war damit der erste Wasserspringer, der beide Disziplinen bei den Spielen gewinnen konnte.
Im Zweiten Weltkrieg diente er als Oberstleutnant und wurde nach dem Krieg Stadtbauingenur in Richmond, Kalifornien. Zudem war er seit Ende seiner aktiven Laufbahn Beauftragter für das Wasserspringen innerhalb der Amateur Athletic Union.